# 巴巴·伊沙克
巴巴·伊沙克（土耳其語：Baba İshak）是一位極富個人魅力的講道者，他以發起反抗魯姆蘇丹國（塞尔柱帝国的分支政權）蘇丹凱霍斯魯二世的巴巴起義而聞名，這場叛亂大約從1239年開始，直到1241年才宣告失敗，雖然戰敗後的巴巴·伊沙克被處以絞刑，不過這次暴亂的影響遍及整個安那托利亞地區，進一步削弱了魯姆蘇丹國的國力與統治基礎。

## 背景
在塞爾柱王朝統治下的這片安納托利亞大地上，巴巴·伊沙克以蘇菲派的名義傳播其宗教信仰，並吸引了眾多的追隨者。儘管巴巴的信徒表面上是仍屬於信奉伊斯兰教的穆斯林，但該教派卻明顯違反了許多伊斯蘭信仰的儀式、教條與戒律，儘管如此，巴巴·伊沙克的傳道依舊廣受魯姆蘇丹國突厥人部族的歡迎，在當地擁有巨大的影響力。自從巴巴·伊沙克開始宣講以來，非正統蘇非派的信徒與信仰傳統遜尼派的魯姆蘇丹國政府便開始發生一連串的衝突，隨著巴巴的影響力持續擴大，雙方的關係也日趨緊張，當這種宗教教義上對立的關係瀕臨臨界點時，便爆發了安納托利亞歷史上第一次也是最嚴重的教派衝突，這場叛亂被稱為巴巴起義，巴巴·伊沙克和他的追隨者們決定起兵反抗壓迫他們的魯姆蘇丹國。

## 事件
當凱庫巴德一世成為蘇丹後，他任命一位名為穆雅德丁·穆罕默德·本·阿里·本·艾哈邁德·塔哈曼（Mūhy ad-Dîn Muhammad bin Ali bin Ahmad Tahīmī）的什叶派信徒成為錫瓦斯的卡迪，巴巴·伊沙克早年是這位來自波斯設拉子地區蘇菲派神學家的學生，並跟隨其身旁學習古兰经的教義。不過巴巴·伊沙克的真實身分其實是來自科穆宁家族的一員，他真正的目標是在阿馬西亞一帶建立起一個基督徒的附庸國，為了達成此目的，巴巴·伊沙克將自己真正的身份偽裝起來，並開始宣揚融合伊斯蘭教與基督教信仰的學說。在一次參加穆雅德丁於設拉子地區的講課活動中，巴巴·伊沙克被當時阿薩辛派的首領任命肩負起在安那托利亞地區傳播什葉派教義的使命，從此開始了他的傳道生涯。
根據著名的塞爾柱王朝歷史學家伊本·比比的說法，巴巴·伊沙克對魔法有著極佳的天賦，並且精於運用各種道具，像是護身符一類的物品進行傳教，隨著巴巴·伊沙克遊走於安納托利亞各個部落間傳道，他同時也累積了大量的土庫曼人與基督徒的追隨者。巴巴·伊沙克宣稱自己是先知與彌賽亞，他的信徒則尊稱他為巴巴·拉蘇爾·阿拉（Baba Rasul Allah），信眾們更深信巴巴·伊沙克是永生不朽的聖人。巴巴·伊沙克的追隨者行事與傳統的伊斯蘭教義相差甚遠，他的信徒們飲酒並使用音樂來祈禱，此外信眾們也拒絕前往清真寺或是於齋戒月中禁食 。
隨著巴巴·伊沙克的地位與影響力越來越強大，巴巴·伊沙克開始鼓動他的信徒們發起武裝的「聖戰」來反抗魯姆蘇丹國的政權。在隨後的軍事衝突中，雖然巴巴·伊沙克的追隨者攻陷了安納托利亞東北部的幾座城市，不過這次起義最後仍以失敗告終，巴巴·伊沙克於1240年遭到逮捕並被處決。
這次暴亂動搖了塞爾柱人在安納托利亞地區政權的穩定，使魯姆蘇丹國於蒙古入侵安納托利亞時的抵抗力量被大幅弱化，間接導致塞爾柱王朝在1243年的克塞山戰役中戰敗，魯姆蘇丹國由此被迫成為蒙古人的附庸。